# Jeff Tweedy
Jeffrey Scot "Jeff" Tweedy (Belleville, Illinois, 25 de agosto de 1967) es un compositor, músico y poeta estadounidense. Empezó en el mundo de la música con la banda de country alternativo Uncle Tupelo, desde 1987 hasta 1994. Un año después de que se disolviera la banda, Tweedy formó la banda de rock alternativo Wilco, con la que consiguió mucho éxito con los álbumes Yankee Hotel Foxtrot y A Ghost is Born. 
También ha participado en proyectos como Golden Smog y Loose Fur, ha grabado un álbum con The Minus 5 y colaborado con artistas como Rosanne Cash en la grabación del tema "Long Black Veil", dentro del álbum "The List" y con Mavis Staples.
En 2004 publicó Adult Head, un libro de poesía. También estuvo un tiempo en un centro de rehabilitación por depresión y adicción a los analgésicos. En varias ocasiones ha confesado que padece de fuertes migrañas con bastante frecuencia. En una entrevista para la revista Rolling Stone definió el tiempo que estuvo de rehabilitación como una "experiencia realmente bonita".
Está casado con Sue Miller, antigua propietaria del extinto club de Chicago Lounge Ax, con la que ha tenido dos hijos, Sam y Spencer. Ambos han seguido los pasos de su padre y tocan juntos en su propia banda, The Racoonists y grabaron juntos el álbum "Sukierae" bajo el seudónimo de "Tweedy". Durante la pandemia por COVID-19, la familia inició un webshow desde su casa llamado "The Tweedy Show" en que los tres varones comparten roles interpretando canciones del catálogo de la música popular norteamericana, mientras Miller dirige, graba y conduce cada emisión. Dentro de los personajes estables está Peter Miller, padre de Sue, quien interactúa con la familia a través de un altavoz inteligente. La combinación de la voz del abuelo, quien saluda regularmente en español, con la interfaz electrónica, es llamada "Pedrobot" por la familia y la audiencia en vivo.
El 13 de noviembre de 2018 publicó sus memorias “Let’s Go (So We Can Get Back). A memoir of recording and discording with Wilco, etc.” 

## Discografía solista
- 2020: Love is the king.
- 2019: Warmer
- 2018: Warm
- 2017: Together at last
- 2006: Sunken treasure: Jeff Tweedy live in the Pacific Northwest

## Discografía como Tweedy / The Racoonists
- 2020: Showbiz Kids (Soundtrack to the HBO documentary film)
- 2014: Sukierae (album)
- 2011: Own It (single)
- 2011: Behold a raccoon in the darkness (single, con Deerhoof)

## Libros
- LET'S GO (SO WE CAN GET BACK): A MEMOIR OF RECORDING AND DISCORDING WITH WILCO, ETC.
- HOW TO WRITE ONE SONG
- ADULT HEAD